# 1431 en musique classique
| \| • Retour à la chronologie générale de la musique classique • \| |
| Grèce • Rome • Haut Moyen Âge • VIIIe siècle • IXe siècle • Xe siècle • XIe siècle XIIe siècle • XIIIe siècle • XIVe siècle • XVe siècle • XVIe siècle • XVIIe siècle XVIIIe siècle • XIXe siècle • XXe siècle • XXIe siècle |
| • Retour à la chronologie générale de la musique classique • |

| Années en musique classique : 1428 - 1429 - 1430 - 1431 - 1432 - 1433 - 1434    |
| Décennies en musique classique : 1400 - 1410 - 1420 - 1430 - 1440 - 1450 - 1460 |

## Événements
- Dernière mention connue du compositeur franco-flamand Johannes de Limburgia (il est témoin dans le palais de l'évêque Pietro Emiliani de Vicence lors de la rédaction du testament d'un des membres de la famille Emiliani avec laquelle il a travaillé[1]. On perd sa trace après cette date.